# ديفيد مريديث ريس
ديفيد مريديث ريس (بالإنجليزية: David Meredith Reese)‏ هو طبيب أمريكي، ولد في 1800، وتوفي في 1861.